# Орав, Александр Ольгердович
Александр Ольгердович Орав (род. 25 января 1985, Рига, Латвия) — российский актёр театра и кино.

## Биография
Орав Александр Ольгердович родился 25 января 1985 года, в Риге. В детстве Саша хотел заниматься музыкой, но его записали в театральный класс. Много лет он пел в хоре — солистом. Имеет профессиональный голос — тенор. После школы Александр один год отучился в СпбГАТИ на факультете театра кукол — по специальности актёр. Занимается тхэквондо, умеет играть на гитаре, фортепиано. Игра на гитаре ему пригодилась для роли Мишы Барышева, в сериале «Всегда говори „Всегда“». Также занимается танцами — классическими, бально-спортивными, степ, джаз. Хорошо знает русский, латышский, английский, итальянский и французский языки. Интересуется акцентами, речевой характерностью. Рост: 1.86 м, вес: 70 кг, размер одежды: 48, обуви: 43. Окончил ТИ им. Щукина, Х/р Ю. Н. Погребничко. Имеет навыки профессионального дубляжа. Женат. Есть дочь. Работает в Театре Около Дома Станиславского.

## Творчество

### Роли в театре
Учебные и дипломные работы
- «Сон в летнюю ночь» — Лизандр; Пигва — 2008

Театр «Около дома Станиславского»
- «Старый, забытый…» (реж. Ю. Погребничко) — 2006
- «Муми-Тролль и комета» Т. Янссона — Снорк (реж. Е. Бабаева) — 2007
- «Конский хвост» С. Тосиро — Накагава (реж. А. Шендрик) — 2009
- «Про всех падающих» С. Беккета — Томми (реж. А. Левинский) — 2009
- «Пять авторов, четыре отрывка» В. Шекспира, А. Чехова, Л. де Веги, Дж. Осборна, Б. Шоу) (реж. М. Палатник) — 2009
- «Старший сын (3-я версия)» А. Вампилова — Курсант (реж. Ю. Погребничко) — 2009
- «Три мушкетёра» А. Дюма-отца — Бекингем (реж. Ю. Погребничко) — 2009
- «Три сестры» А. Чехова — Владимир Карлович Родэ (реж. Ю. Погребничко) — 2009
- «Странники и гусары» («Прогулки фраеров») — 2010

### Роли в кино
- 2004 — Невестка — эпизод
- 2005 — Верёвка из песка — студент
- 2007 — Застава — телепродюсер
- 2007 — Студия — Дмитрий
- 2008 — Пассажирка — гардемарин Касаткин
- 2009 — Всегда говори «Всегда»-5 — Миша Барышев
- 2010 — Всегда говори «Всегда»-6 — Миша Барышев
- 2010 — Дом образцового содержания — Кирилл Затевахин
- 2007 — 2011 — Папины дочки — Виктор, парень Маши, военный (263 серия)
- 2006 — 2010 — Счастливы вместе — Белозадов (296 серия «Букины дети»)
- 2011 — Всегда говори «Всегда»-7 — Миша Барышев
- 2012 — Всегда говори «Всегда»-8 — Миша Барышев
- 2012 — Гром — Егор Алёхин, солдат
- 2012 — Спартак — Жарков
- 2013 — Петля времени — Костя Авдотьин
- 2022 — Заключение — Пётр